# 古斯塔夫·姆拉兹
古斯塔夫·姆拉兹（1934年9月11日—），斯洛伐克男子足球运动员，司职中场。他曾代表捷克斯洛伐克国家队参加1958年国际足联世界杯，结果队伍止步小组赛阶段。